# Franck Dubosc
Franck Dubosc (ur. 7 listopada 1963 w Le Petit-Quevilly) – francuski komik i aktor, scenarzysta.

## Życiorys

### Wczesne lata
Urodził się w Le Petit-Quevilly, w regionie Górna Normandia jako syn Janine Dubosc, urzędniczki miejskiej, i Luciena Dubosca, urzędnika celnego. Dorastał w Le Petit-Quevilly w Normandii, gdzie uczęszczał do college’u im. Claude’a Bernarda, a następnie do liceum Val De Seine. Aby nabrać pewności siebie jako nastolatek trenował judo. Po maturze rozpoczął trzymiesięczną naukę języka angielskiego, a następnie wstąpić do konserwatorium w Rouen, gdzie poznał Valérie Lemercier i Karin Viard.

### Kariera
W 1979 karierę rozpoczął od tworzenia filmów i programów telewizyjnych. Po debiucie w filmie fabularnym w roli Cyrila w komedii Dla nas wszyscy chłopcy (À nous les garçons, 1985), wystąpił jako Hervé w dramacie kryminalnym Poza prawem (Justice de flic, 1986). Po wyjeździe do Anglii, dostał rolę jako stereotypowy francuski kochanek Patric Podevin i stał się gwiazdą w cieszącej się ogromnym powodzeniem brytyjskiej operze mydlanej ITV Coronation Street (1987–1988). Wystąpił też gościnnie w serialu kryminalnym BBC Bergerac (1991)jako Gerard Cossec i w roli Michela de Bourgogne w serialu fantasy produkcji francusko-kanadyjskiej Gaumont Nieśmiertelny (1994). 
Po powrocie do Francji został obsadzony w rolach zalotnego mitomana w cyklu komedii prezentowanych na kasetach wideo VHS Ogłoszenia Eliasza (Les petites annonces d’Élie, 1995–1997). Popularność zdobył jako komik, uprawiający komedię typu stand-up i występujący w rozrywkowych programach telewizyjnych. W 1998 w Théâtre de Dix-Heures zaprezentował swój pierwszy solowy występ pt. Du beau, du bon, Dubosc. Po zdobyciu nagrody jako „Nowicjusz roku” na festiwalu Just for Laughs w Montrealu, w 2003 wydał swoje DVD Pour toi, public.
Następnie napisał scenariusz i zagrał rolę Patricka Chiraca w przebojowej komedii Kemping (Camping, 2006), za którą został uhonorowany nagrodą NRJ Ciné jako najlepszy odpowiednik. Film doczekał się kontynuacji – Kemping 2 (Camping 2, 2010) i Kemping 3 (Camping 3, 2016). Był współautorem scenariusza komedii muzycznej Disco (2008) z Gérardem Depardieu.

## Życie prywatne
W wieku 45 lat, w dniu 19 czerwca 2009 wziął ślub z Danièle, młodą kobietą pochodzenia libańskiego, którą w kwietniu 2007 poznał w Monako. Mają dwóch synów – Raphaëla (ur. 6 stycznia 2010) i Milhana (ur. 28 października 2012).

## Filmografia
- 1985: Dla nas wszyscy chłopcy (À Nous les garçons) jako Cyril
- 1986: Policjant sprawiedliwości (Justice de flic) jako Hervé
- 1991: Po drugiej stronie parku (De l'autre côté du parc)
- 1993: Nieśmiertelny (Highlander) jako Michel de Bourgogne
- 1997: Klan (Le Clone) jako Bernard
- 1999: Pasożyty (Les Parasites) jako kierowca
- 2000: Nasze piękne kolonie (Nos jolies colonies de vacances) jako Philippe
- 2003: Gdzie jest Nemo? (Le Monde de Némo) jako Marlin (głos)
- 2004: Lucky Luke (Les Dalton) jako dyrektor banku
- 2005: Iznogoud jako szambelan kalifa
- 2006: Obóz (Camping) jako Patrick Chirac
- 2008: Disco jako Didier Travolta
- 2008: Asterix na olimpiadzie (Astérix aux jeux olympiques) jako Kakofonix
- 2010: Obóz 2 (Camping 2) jako Patrick Chirac
- 2011: Rejs (Croisière) jako Rémy